# Lilli Purtscheller
Lilli Purtscheller (Innsbruck, 13 augustus 2003) is een Oostenrijks voetbalspeelster. Ze speelt als middenvelder voor SG Essen-Schönebeck in de Bundesliga.

## Clubcarrière
Purtscheller begon haar carrière bij FC Zirl in 2009. In het seizoen 2016/17 kwam ze een jaar uit voor SV Kematen. Het seizoen erna speelde ze voor FC Wacker Innsbruck. Purtscheller volgde in Sankt Pölten een opleidingsprogramma van de Oostenrijkse voetbalbond. In juli 2021 maakte ze de overstap naar SK Sturm Graz. In het seizoen 2021/22 haalde ze met deze club de tweede plaats in de ÖFB-Frauenliga. Een seizoen later eindigde ze op de derde plaats bij de 'speelster van het seizoen 2022/23' verkiezing, achter Eileen Campbell en Linda Natter.
Samen met teamgenote Valentina Kröl maakte Purtscheller voorafgaande aan het seizoen 2023/24 de overstap naar het Duitse SG Essen-Schönebeck. Bij de verkiezing van Oostenrijks voetballer van het jaar eindigde ze in 2024 als derde achter Barbara Dunst en Sarah Zadrazil.

## Statistieken
| Seizoen | Club                | Land      | Competitie | Wedstrijden | Doelpunten |
| ------- | ------------------- | --------- | ---------- | ----------- | ---------- |
| 2023/24 | SG Essen-Schönebeck | Duitsland | Bundesliga | 22          | 4          |
| 2024/25 | SG Essen-Schönebeck | Duitsland | Bundesliga | 14          | 0          |
| Totaal  | Totaal              | Totaal    | Totaal     | 36          | 4          |

Laatste update: 21 februari 2025

## Interlandcarrière
Purtscheller werd in april 2023 voor het eerst opgeroepen voor het Oostenrijkse nationale team door bondscoach Irene Fuhrmann voor wedstrijden tegen België en Tsjechië als vervanger van de zieke Lara Felix. In laatstgenoemde wedstrijd maakte ze haar debuut door in de 83ste minuut in te vallen voor Katharina Naschenweng.  In een EK 2025 kwalificatiewedstrijd tegen Polen maakte ze haar eerste interlanddoelpunt op 9 april 2024.